# 东沙河 (绕阳河)
东沙河，位于中华人民共和国辽宁省南部的一条河流，是绕阳河右岸支流，上游称八道河，发源于阜新蒙古族自治县阜新镇东四家子以北的少等皋南山，蜿蜒向东南流经沙拉镇喇嘛营子村、朝代营子村、大巴镇、友邻水库、苍土镇娘娘营子村、黑山县新立屯镇，于无梁殿镇赖坨子村转南流，经胡家镇、四家子镇、北镇市柳家乡双家村等地，于柳家乡东青堆子村大兴庄以南汇入绕阳河。河流全长141.9千米，流域面积2099平方千米，年均径流量1.36亿立方米。东沙河上游为低山丘陵区，植被较差，水土流失较重。下游为低洼平原区，排水不畅，易发生洪涝灾害。